# 石川哲彦
石川 哲彦（いしかわ あきひこ、1971年6月12日 - ）は、日本のソングライター、編曲家。バンダイナムコスタジオ所属。

## 人物
現埼玉県加須市出身。
埼玉県立不動岡高等学校を経て、埼玉大学出身。「前衛的な手法で堂々と商業製品が作れそうだから」という理由でゲーム業界の道を歩むことを決意。1994年、ナムコ（後のバンダイナムコエンターテインメント）に入社。サイバーコマンドやアブノーマルチェック、余命検索サービス X-DAY2などアーケードゲームの音楽・効果音を主に担当している。太鼓の達人シリーズにおいては「2000シリーズ」というBPMが高い？（200～280が多い）上級者向けの楽曲群の作曲者として知られている。
アーティストクレジット・作家クレジットでは、主に「LindaAI-CUE」名義での表記となっているが、サウンドトラック等の表記では本名の「石川哲彦」名義で示されている時もある。例としてナムコゲームサウンドエクスプレス VOL.27 X-DAY2 に於いては、作編曲のクレジットが「石川哲彦」名義であるのだが、演奏は「LindaAI-CUE featuring XXX」名義で表記されており、使い分けなどは不明。

## 共演したアーティスト
佐宗綾子、細江慎治、佐野信義、神前暁、椎名豪

## 作品

### アーケードゲーム
- サイバーコマンド
- アブノーマルチェック
- 余命検索サービス X-DAY2
- ダンシングアイ
- トーキョーウォーズ
- 太鼓の達人 シリーズ （2000シリーズの全作曲、その他）[2]
- ニンジャアサルト （声・スクリプト担当）
- THE IDOLM@STER （ゲーム内曲「エージェント夜を往く」の作詞・作曲）[2]
- New Space Order

### コンシューマーゲーム
- PS2 ニンジャアサルト （声・スクリプト担当）
- 仮面ライダー クライマックスヒーローズ

- 太鼓の達人 シリーズ （2000シリーズの全作曲、その他）
- 3DS太鼓の達人 ちびドラゴンと不思議なオーブ（声・ゼブブー）
- PSP THE IDOLM@STER SP（ゲーム内楽曲「I Want」の作詞・作曲）
- PS2 ゆめりあ
- PS2 今日から㋮王! はじマりの旅 （サウンドディレクション担当、OPテーマの作詞・作曲・編曲）（OPテーマ「走るんだ!」の作詞は宮崎真治との合同制作。歌：谷本貴義）

- Xbox 360 Galaga Legions （音楽・効果音担当）
- 大乱闘スマッシュブラザーズ for Nintendo 3DS / Wii U（音楽担当の一人として参加）
- 大乱闘スマッシュブラザーズ SPECIAL
- DAEMON X MACHINA

### CD・サウンドトラック
- アニメでぽん ＜TTRC-0018＞ （トラック8・11編曲担当）
- 特撮でポン ＜TTRC-0022＞ （トラック5編曲担当）
- 魔女っ娘でポン ＜TTRC-0027＞ （トラック6編曲担当）
- トーキョーウォーズ アーケードサウンドトラック 008EX ＜WSCAX-10005＞ （全トラックの作曲・編曲担当）
- ナムコゲームサウンドエクスプレス VOL.27 X-DAY2 ＜VICL-15051＞（トラック3・4・8・9・10・11・12・15作曲および全楽曲の編曲・演奏担当）
- THE IDOLM@STER MASTER ARTIST 01 天海春香 ＜COCX-34387＞ （「I want」の作詞・作曲）

### その他
- EPOC in CG 2001 Bプログラム 「クローカ」 （監督：山口秀行、音楽・効果音担当）